# Eupithecia elongata
Eupithecia elongata är en fjärilsart som beskrevs av Adrian Hardy Haworth 1809. Eupithecia elongata ingår i släktet Eupithecia och familjen mätare. Inga underarter finns listade i Catalogue of Life.